# Davallia canariensis
Davallia canariensis — вид рослин родини Davalliaceae. Видовий епітет стосується Канарського архіпелагу, хоча вид не унікальний для островів.

## Морфологія
Висота рослини 30-50 см. Це вічнозелена папороть з округленими індузіями (кластери спорангіїв) на нижній стороні листя, охороняються індузієм. Гілки (10) 12-50 х 10-30 см. Має повзучі й розгалужені надземні кореневища діаметром 10-15 мм. Листові пластини трикутні, три-чотири рази перисті, голі, з від світло- до темно-зеленого кольору від овальної до списоподібної форми листовими фрагментами. 2n = 80.

## Поширення, біологія
Країни проживання: Португалія (вкл. Мадейра, Азорські острови); Гібралтар; Іспанія (вкл. Канарські острови); Марокко. Епіфіт або літофіт. Воліє теплі й сонячні місця кварцитів або дерев, особливо дуба, коркового дуба, падуба і лавра. Спори з вересня по травень.

## Використання
Використовується як потогінний і жарознижувальний засіб.

## Галерея

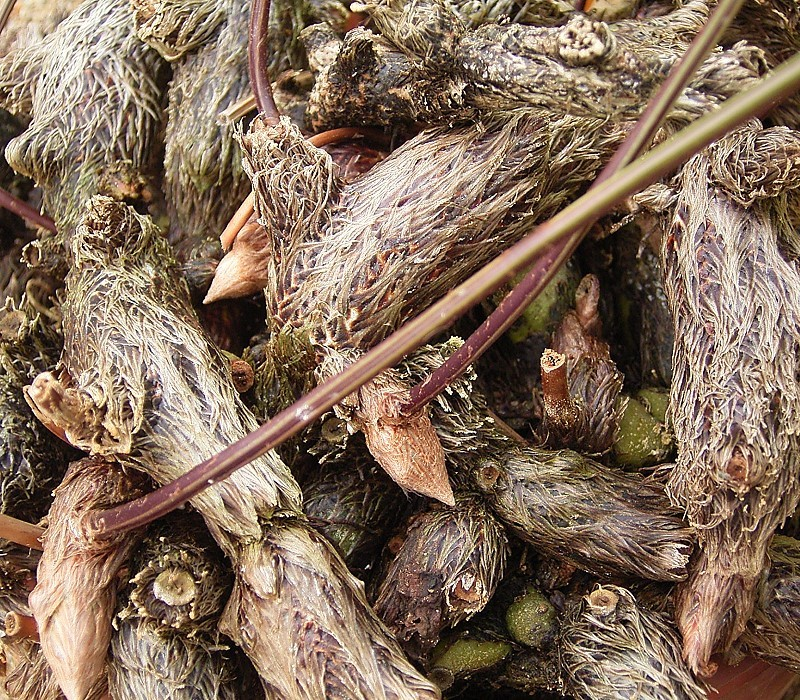
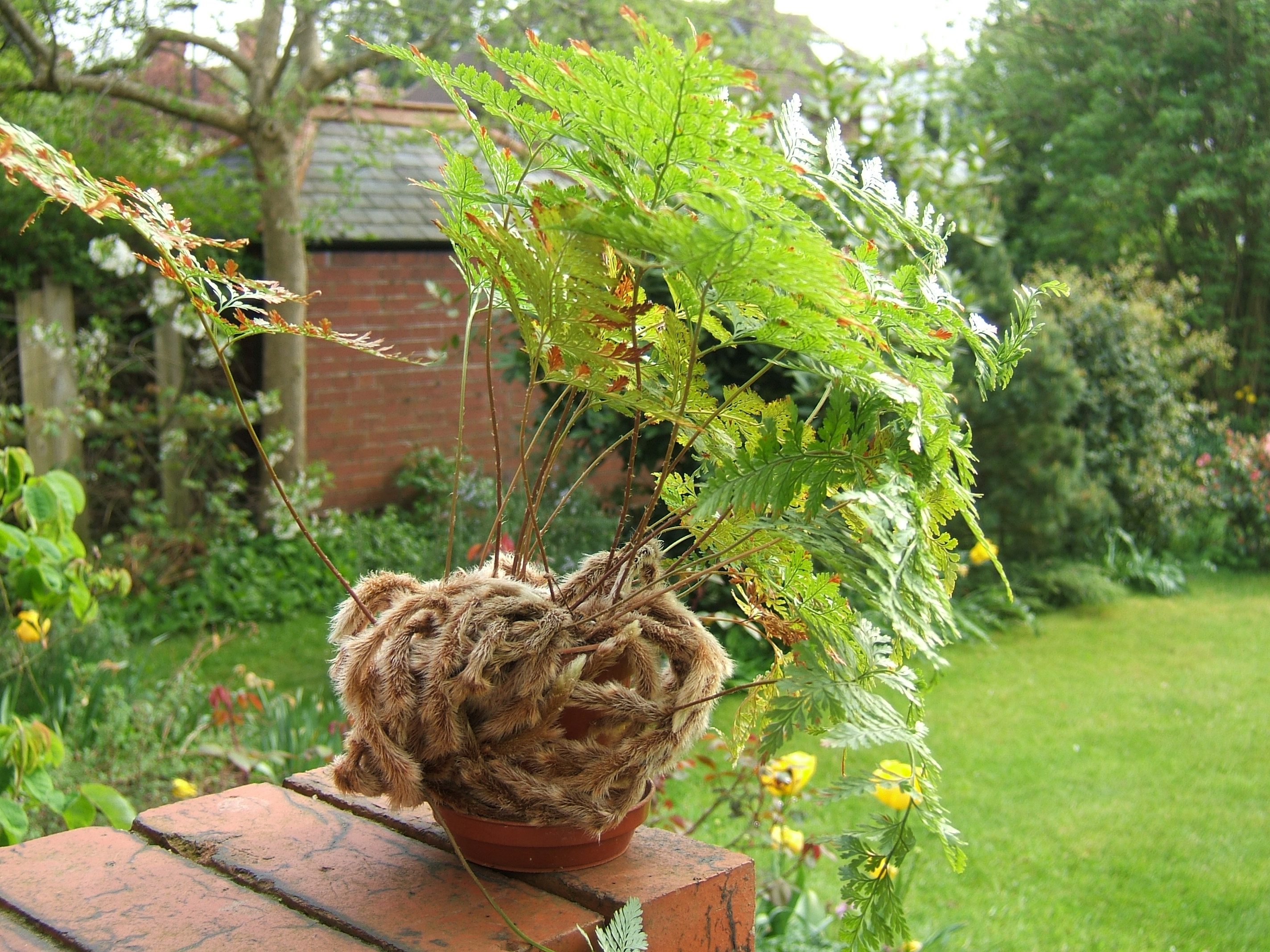
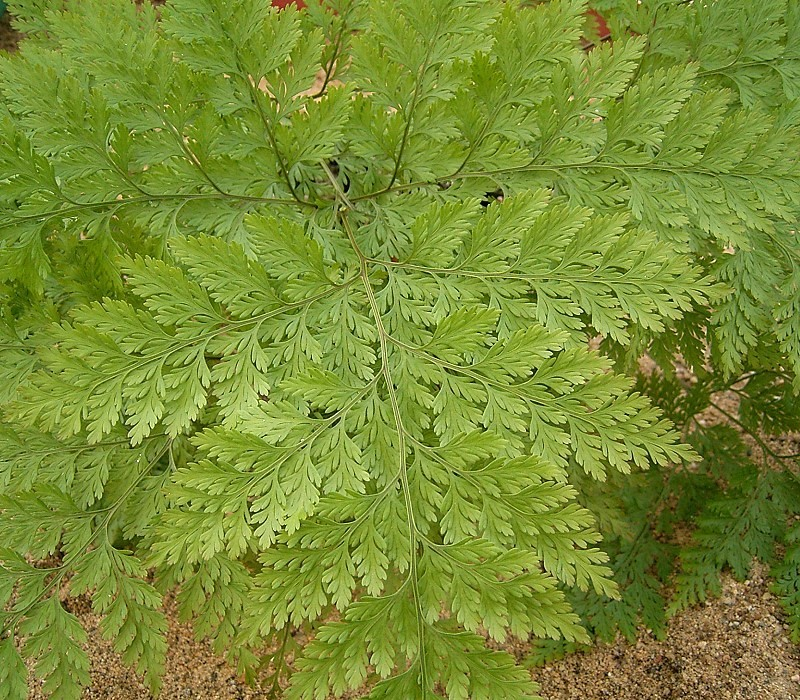
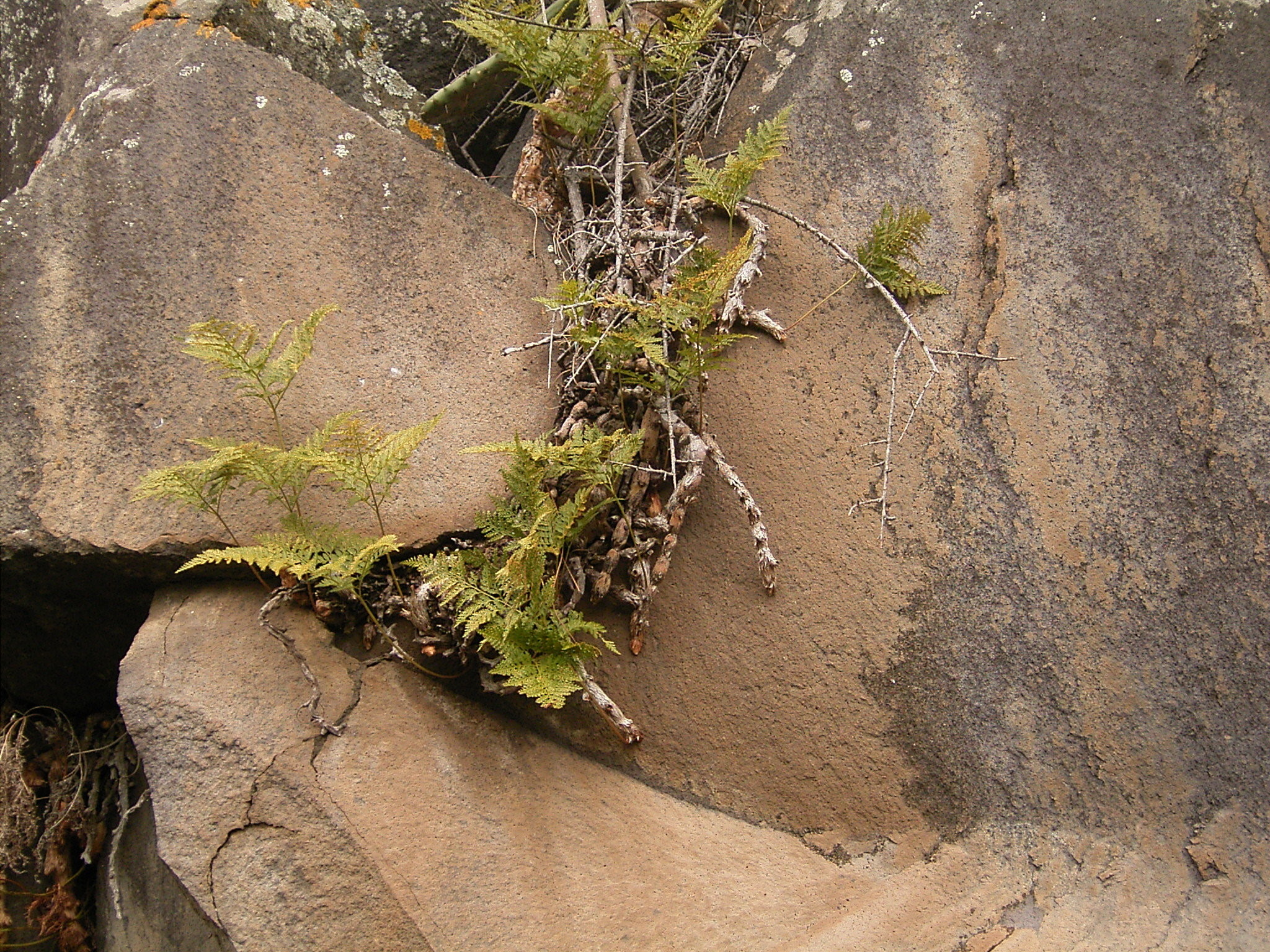
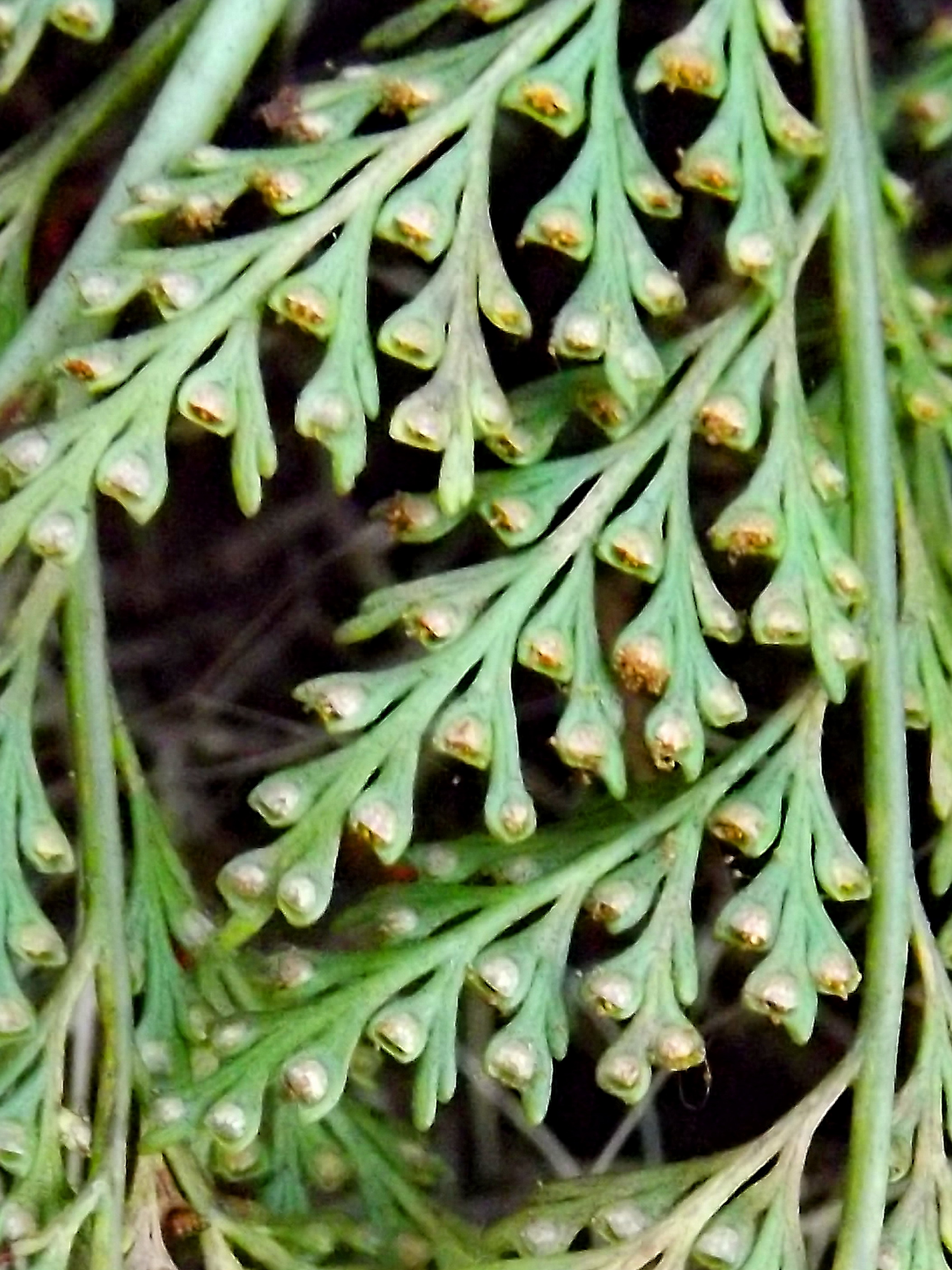

| Листок дуба | Це незавершена стаття з ботаніки. Ви можете допомогти проєкту, виправивши або дописавши її. |